# Syllepte vohilavalis
Syllepte vohilavalis là một loài bướm đêm trong họ Crambidae.